# فريديريك ماسييل
فريديريك ماسييل هو لاعب كرة قدم برتغالي في مركز نصف الجناح، ولد في 15 مارس 1994 في غرونوبل في فرنسا. شارك مع منتخب البرتغال تحت 16 سنة لكرة القدم ومنتخب البرتغال تحت 17 سنة لكرة القدم ومنتخب البرتغال تحت 18 سنة لكرة القدم ومنتخب البرتغال تحت 19 سنة لكرة القدم. أما مع النوادي، فقد لعب مع موسكرون بيروفيلز.

## وصلات خارجية
- فريديريك ماسييل على موقع قاعدة بيانات كرة القدم.إي يو (الإنجليزية)
- فريديريك ماسييل على موقع ليكيب (الفرنسية)
- فريديريك ماسييل على موقع Soccerway.com (الإنجليزية)
- فريديريك ماسييل على موقع AS.com (الإسبانية)